# Hagelbergs socken
Hagelbergs socken i Västergötland ingick i Kåkinds härad, ingår sedan 1971 i Skövde kommun och motsvarar från 2016 Hagelbergs distrikt.
Socknens areal är 12,39 kvadratkilometer varav 12,35 land. År 2000 fanns här 117 invånare.  Sockenkyrkan Hagelbergs kyrka ligger i socknen.

## Administrativ historik
Socknen har medeltida ursprung.
Vid kommunreformen 1862 övergick socknens ansvar för de kyrkliga frågorna till Hagelbergs församling och för de borgerliga frågorna bildades Hagelbergs landskommun. Landskommunen uppgick 1952 i Skultorps landskommun som 1971 uppgick i Skövde kommun. Församlingen uppgick 2002 i Norra Kyrketorps församling som 2010 uppgick i Skultorps församling.
1 januari 2016 inrättades distriktet Hagelberg, med samma omfattning som församlingen hade 1999/2000.  
Socknen har tillhört län, fögderier, tingslag och domsagor enligt vad som beskrivs i artikeln Kåkinds härad. De indelta soldaterna tillhörde Skaraborgs regemente och Västgöta regemente, Kåkinds kompani.

## Geografi
Hagelbergs socken ligger sydost om Skövde. Socknen är en odlad slättbygd med mindre inslag av skog.

## Byar och hemman
Hagelbergs socken består historiskt av nedan listade byar och enstaka hemman. När en by har flera hemman anges också hemmansnumren.
- Assartorp, enstaka hemman.
- Beckstorp, enstaka hemman. Kallas också Stora Beckstorp till skillnad från ett underlydande torp Lilla Beckstorp.
- Hagelberg, socknens kyrkby, har bestått av ett hemman (1 Andersgården) och en åker (2) samt en tomt och två ängar, samtliga inlagda under Klagstorp i Norra Kyrketorps socken. På byns mark ligger Hagelbergs kyrka.
- Hagåsen, enstaka hemman, inlagt under Klagstorp i Norra Kyrketorps socken.
- Svarvaretorp, enstaka hemman.
- Tåstorp, enstaka hemman.
- Ullstorp, enstaka hemman.
- Åsen, enstaka hemman, inlagt under Klagstorp i Norra Kyrketorps socken.

## Fornlämningar
Lösfynd från stenåldern har påträffats. Från järnåldern finns stensättningar.

## Namnet
Namnet skrevs 1403 Hagelberga och kommer från kyrkbyn. Efterleden berg syftar på en höjd vid byn. Förleden kan innehålla hagall, 'tjänlig; nyttig' och kan ha använts som mansnamnet Haghla, 'den skicklige'.